# Desfontainesia camiadei
Desfontainesia camiadei är en skalbaggsart som beskrevs av Alexis och Delpont 2000. Desfontainesia camiadei ingår i släktet Desfontainesia och familjen Cetoniidae. Inga underarter finns listade i Catalogue of Life.